# Dreierschnapsen
Das Dreierschnapsen, Staperlschnapsen oder Talonschnapsen ist eine Variante des Bauernschnapsens (oder Viererschnapsen) für drei Spieler. Die Regeln ähneln dem des Bauernschnapsens.

## Allgemeine Regeln
Dreierschnapsen wird mit einem Paket Schnapskarten zu 20 Blatt gespielt. Der ausspielende Spieler spielt gegen die beiden anderen Spieler. Keiner der Spieler darf in Erfahrung bringen, welche Karten die anderen Mitspieler auf der Hand haben, und sie auch nicht wissen lassen, welche Karten er besitzt.
Ziel ist es, 24 Punkte zu erreichen und das Spiel endet, sobald ein Spieler 24 Punkte erreicht hat. Bei einer regionalen Variante wird von 24 auf null Punkten heruntergezählt und der Spieler, das als erstes null Punkte erreicht hat, gewinnt.
Der Verlierer erhält ein „Bummerl“. Hat er null Punkte, erhält er einen „Schneider“, der zwei Bummerl zählt. Haben zwei Spieler je 23 Punkte und der dritte null und der dritte gewinnt, erhalten die beiden ersten einen „Retourschneider“ (oder „Schuster“, „Rücker“), der vier Bummerl zählt. 
Sind nach Ablauf des Spiels zwei Spieler punktegleich, müssen sie ihre Platzierung mit einem einzelnen Spiel (nicht einem ganzen Bummerl) Zweierschnapsen ausspielen; wobei der Dritte die Karten mischt und an beide Spieler austeilt.
Grundsätzlich muss der erste Stich eines jeden Teams über die gesamte Spieldauer für alle Spieler sichtbar sein, unabhängig davon, welches Spiel gespielt wird.

### Spielkarten
Es werden dieselben Karten verwendet wie bei anderen Varianten des Schnapsens. Es gibt vier Farben: Bei französischen Spielkarten und doppeldeutschen Karten lauten sie Herz, Karo, Pik und Kreuz (regional Treff). Bei der doppeldeutschen Variante wird Karo regional auch als Schelle, Pik auch als Blatt, Grün oder Laub und Kreuz auch als Eichel bezeichnet, am gängigsten sind die Bezeichnungen Herz, Karo, Pik und Kreuz.
Es gibt pro Farbe fünf verschiedene Karten:
| Farben der Spielkarten | Farben der Spielkarten | Farben der Spielkarten | Farben der Spielkarten | Farben der Spielkarten |
| ---------------------- | ---------------------- | ---------------------- | ---------------------- | ---------------------- |
| Französisches Blatt    |                        |                        |                        |                        |
| Doppeldeutsches Blatt  |                        |                        |                        |                        |
| Bezeichnung der Farben | Herz                   | Karo                   | Pik                    | Kreuz                  |

In jeder Farbe gibt es fünf Werte: das Ass (regional Daus), den Zehner, den König, den Ober (oder die Dame, regional Manderl) und den Unter (oder den Buben, regional Bauer).
| Ass (Sau;Mundart) | 11 |
| Zehner            | 10 |
| König             | 04 |
| Ober              | 03 |
| Unter             | 02 |

### Beginn und Ende
Der „Geber“ mischt den Kartenstapel, der Spieler rechts vom Geber hebt mindestens ein Mal vom gemischten Kartenstapel ab oder klopft auf den Stapel.
Daraufhin erhält jeder Spieler im Uhrzeigersinn drei Karten, beginnend vom Spieler links neben dem Geber, dem „Rufer“. Der Rufer muss aus seinen ersten drei Karten die Trumpffarbe (regional Atoutfarbe) bestimmen. Hat jeder Spieler drei Karten erhalten, bilden zwei Karten den „Talon“, woraufhin jeder Spieler nochmals drei Karten erhält. Konnte oder wollte sich der „Rufer“ nicht für eine Trumpffarbe entscheiden, muss er eine seiner zweiten drei verbliebenen Karten für alle sichtbar aufdecken – bevor er sie ansieht; die Farbe dieser Karte ist die Trumpffarbe.
Hat der Spieler rechts neben dem Geber auf den Kartenstapel auf den Kartenstapel geklopft, bilden die ersten beiden Karten des Stapels den Talon. Daraufhin erhält jeder Spieler in derselben Reihenfolge wie beim Abheben sofort alle sechs Karten. Der Rufer erhält zuerst drei, um die Trumpffarbe bestimmen zu können und danach sofort seine drei weiteren.
Die Trumpffarbe sticht in den meisten Spielen alle anderen Farben. Wenn die ersten drei Karten, die der Rufer bekommt, drei Unter (regional Buben oder Bauern) sind, darf er verlangen, dass neu gemischt und gegeben wird.
Nachdem der Rufer den Trumpf gerufen hat, darf derjenige, der das höchste Spiel angesagt hat, selbiges spielen. Dazu fragt der Rufer die beiden anderen Spieler, ob sie ein Spiel spielen möchten. Dabei ist es wichtig zu beachten, dass jeder maximal nur einmal ansagen darf. Möchten sie keines spielen, muss der Rufer die Karten des Talons aufnehmen und sich danach für ein Spiel entscheiden. Er muss zwei beliebige Karten aus seiner Hand verdeckt ablegen. Hat sich einer der drei Spieler für ein Spiel entschieden, muss er den Talon aufnehmen und zwei beliebige Karten verdeckt ablegen. Haben sich zwei Spieler für ein Spiel entschieden, darf derjenige spielen, der das Spiel mit dem höchsten Wert ansagen möchte. Haben sich zwei Spieler für ein gleichwertiges Spiel entschieden, darf derjenige spielen, der „ohne Talon“ – das heißt, ohne zwei Karten gegen die Karten des Talons auszutauschen – spielen möchte. Können das beide, hat der Rufer den Vorrang.
Bei einer regionalen Variante muss sich zuerst der Rufer entscheiden, ob er ein Spiel ansagt oder einfach „weiter“ geht und danach hat erst der nächste Spieler im Uhrzeigersinn das Recht, ein Spiel anzusagen oder weiter zu gehen. Bei dieser regionalen Variante darf der Rufer sich nach dem Aufnehmen des Talons nicht für ein Spiel entscheiden, sofern er das nicht zuvor getan hat, darf jedoch ein angesagtes Spiel „erhöhen“ – also ein Spiel mit einem höheren Wert spielen.
Bei einigen Spielen, die angesagt werden können, ist die soeben gerufene Trumpffarbe hinfällig und alle Farben sind einander gleichwertig. Innerhalb einer Farbe sticht die eine höhere Karte die niedrigere, nur mit der Trumpffarbe können Karten anderer Farben gestochen werden. Wenn der Spieler zum Beispiel Pik Unter ausgespielt hat, kann ein König oder ein Ass einer anderen Farbe nicht stechen, sondern nur „zugegeben“ werden – ausgenommen die Trumpffarbe, falls Trumpf gilt.
Am Ende jeden Spiels wird der Rufer zum Geber; er mischt, lässt den rechts von ihm Sitzenden abheben oder klopfen und gibt die Karten wie oben beschrieben.
Welche Sonderspiele zulässig sind, ist teilweise regional unterschiedlich. Üblich sind vor allem der Schnapser, der Gang (das „Gangl“) und der Bauernschnapser („Bauer“). Besonders die „Bettler“-Sonderspiele sind unter konservativen Spielern sehr umstritten, da vor allem durch sie „normale“ Spiele zur Ausnahme statt zur Regel werden.

### Punkteübersicht
| Spiel                                                                                       | Punkte                                                                |
| ------------------------------------------------------------------------------------------- | --------------------------------------------------------------------- |
| Normales Spiel                                                                              | 1, wenn der/die Gegenspieler 33 Punkte oder mehr erreicht hat/haben   |
| Normales Spiel                                                                              | 2, wenn der/die Gegenspieler weniger als 33 Punkte erreicht hat/haben |
| Normales Spiel                                                                              | 3, wenn der/die Gegenspieler keinen Stich gewonnen hat/haben          |
| Bettler (regional Fechter)                                                                  | 4                                                                     |
| Assenbettler (regional Zehnerloch)                                                          | 5                                                                     |
| Ass-Bettler (regional Ass-Fechter)                                                          | 5                                                                     |
| Schnapser (regional Drei-Stich)                                                             | 6                                                                     |
| Plauderer                                                                                   | 7                                                                     |
| Damengang                                                                                   | 7                                                                     |
| Königsgang                                                                                  | 8                                                                     |
| Gang (regional Gangl, Land oder Ring)                                                       | 9                                                                     |
| Zehnergang (regional Zehnerloch, Zehnerhittn oder Zehnerland)                               | 10                                                                    |
| Bauernloch                                                                                  | 12                                                                    |
| Bauernschnapser                                                                             | 12                                                                    |
| Kontraschnapser (regional Kontra-Drei-Stich)                                                | 12                                                                    |
| Farbenringerl (regional Farbringerl, Farbenjodler)                                          | 18                                                                    |
| Kontrabauernschnapser                                                                       | 24                                                                    |
| Trumpfringerl (regional Herrenring, Herrenschnapser, Herrenjodler oder Trumpffarbenringerl) | 24                                                                    |
| Spritzen (regional Flecken oder Schießen)                                                   | gespritzt: Punkte × 2                                                 |
| Spritzen (regional Flecken oder Schießen)                                                   | zurückgespritzt: Punkte × 4                                           |
| Spritzen (regional Flecken oder Schießen)                                                   | nochmal zurückgespritzt: Punkte × 8                                   |

## Einzelne Spiele
Es spielt immer ein Spieler gegen beide andere. Gewinnt er das Spiel, erhält er die dafür vorgesehene Punkteanzahl. Gewinnen die beiden anderen das Spiel, erhält jeder der beiden die vorgesehene Punkteanzahl. Gewinnt der Rufer zum Beispiel einen Gang, erhält er neun Punkte; verliert er einen Gang, erhält jeder seiner Gegenspieler neun Punkte.

### Normales Spiel
Falls kein Spiel angesagt wurde, wird ein normales Spiel (auch Rufer genannt) gespielt, wobei der Rufer die erste Karte spielt. Ziel ist es, 66 Punkte zu erreichen oder den letzten Stich zu gewinnen. Hat der Verlierer keinen Stich, erhält der Gewinner drei Punkte. Hat der Verlierer weniger als 33 Punkte erreicht, erhält der Gewinner zwei Punkte. Hat der Verlierer 33 oder mehr Punkte erreicht, erhält der Gewinner einen Punkt.
Beim Dreierschnapsen herrscht Farb- und Stichzwang wie beim Bauernschnapsen oder beim Zweierschnapsen nach dem Aufbrauchen des Talons oder nach dem Zudrehen:
1. Hat ein Spieler eine höhere Karte gleicher Farbe, muss er stechen. Ist dies nicht möglich,
2. muss er eine niedrigere Karte gleicher Farbe zugeben. Ist dies nicht möglich,
3. muss er mit Trumpf stechen. Ist dies nicht möglich,
4. muss er eine beliebige Karte abwerfen.

Der Spieler, der den einen Stich gemacht hat, muss die nächste Karte ausspielen, wenn er durch den Stich das Spiel nicht gewonnen hat.
Hat ein Spieler, der am Zug ist, einen König und einen Ober (regional Mandl) einer Farbe, darf er einen „Zwanziger“ ansagen, der ebenso viele Punkte bringt. Bei König und Ober der Trumpffarbe darf er einen „Vierziger“ ansagen, der 40 Punkte bringt. Eine der beiden Karten muss ausgespielt werden, meist wählt der Spieler die Dame. Hat der Spieler im gesamten Spiel keinen Stich, zählen Zwanziger und Vierziger nicht. Hat das Team mindestens einen Stich, zählen Zwanziger und Vierziger, selbst wenn der Zwanziger oder Vierziger vom anderen Team gestochen wurden. Hat der Spieler durch den Zwanziger oder Vierziger mindestens 66 Punkte erreicht, muss er nach dem Ansagen nicht ausspielen, sondern kann das Spiel beenden.

### Bettler (oder Fechter)
Ziel des Bettlers (regional Fechter) ist es, keinen Stich zu machen, wobei alle Farben gleichwertig sind. Wie bei allen Spielen herrscht Farb- und Stichzwang, daher muss jeder, der stechen kann, es tun.
Der Sieger erhält vier Punkte.

### Schnapser (oder Drei-Stich)
Dieses Spiel kann nur der Rufer ansagen und er muss die erste Karte ausspielen. Sticht jemand eine seiner ausgespielten Karten, verliert er.
Es gibt folgende Möglichkeiten, das Spiel zu gewinnen:
1. Der Rufer muss genau zwei Stiche machen und daraufhin einen Vierziger ansagen, wobei er 66 Punkte erreicht.
2. Der Rufer muss genau drei Stiche machen und daraufhin einen Zwanziger ansagen, wobei er 66 Punkte erreicht.
3. Der Rufer muss mit den ersten vier Stichen 66 Punkte erreichen. Erreicht er bereits mit drei Stichen 66 Punkte, hat er das Spiel ebenfalls gewonnen

Der Rufer muss sich nicht vor Beginn des Schnapsers für eine dieser Möglichkeiten entscheiden, sondern sagt: „Ich spiele einen Schnapser“.
Der Sieger erhält sechs Punkte.

### Gang (oder Ring, Land)
Einen Gang (regional Gangl, Durchmarsch, Land, Ringerl, Ring oder Neuner) kann jeder Spieler ansagen. Alle Farben sind gleichwertig, Ziel ist es, alle Stiche zu machen. Derjenige, der das Spiel ansagt, spielt die erste Karte.
Der Sieger erhält neun Punkte.

### Bauernschnapser
Wie beim Gang ist das Ziel, alle Stiche zu machen. Im Gegensatz zum Gang zählt die vom Rufer angesagte Trumpffarbe. Dieses Spiel kann nur vom Rufer gespielt werden; die beiden anderen Spieler können stattdessen einen Kontrabauernschnapser spielen.
Der Sieger erhält zwölf Punkte.

### Kontraschnapser (oder Kontra-Drei-Stich)
Der Kontraschnapser kann von einem Gegenspieler des Rufers gespielt werden. Die vom Rufer gerufene Trumpffarbe zählt, der Rufer spielt aus und der Ansager muss das Spiel gewinnen.
Es gibt folgende Möglichkeiten, das Spiel zu gewinnen:
1. Der Ansager muss genau zwei Stich machen und daraufhin einen Vierziger ansagen, wobei er 66 Punkte erreicht.
2. Der Ansager muss genau drei Stiche machen und daraufhin einen Zwanziger ansagen, wobei er 66 Punkte erreicht.
3. Der Ansager muss mit den ersten vier Stichen 66 Punkte erreichen.

Der Sieger erhält zwölf Punkte.

### Farbringerl (oder Farbenjodler)
Dieses Spiel wird auch Farbensolo genannt. Wenn man alle fünf Karten einer Farbe besitzt, kann man ein Farbringerl ansagen. Trumpf gilt nicht. Hier bekommt man 18 Punkte.
Im Gegensatz zum Bauernschnapsen ist dieses Spiel nicht automatisch gewonnen, es sei denn, man hat als sechste Karte ein As.

### Kontrabauernschnapser
Der Kontrabauernschnapser ist dem Bauernschnapser ähnlich: Ziel ist es, alle Stiche zu machen, wobei die vom Rufer gerufene Trumpffarbe zählt. Die Vorhand (Rufer) spielt die erste Karte aus und der Ansager muss alle Stiche machen.
Der Siegerteam erhält 24 Punkte, daher wird das Spiel durch einen Kontrabauernschnapser beendet.

### Herrenschnapser (oder Herrenjodler, Herrenringerl, Trumpffarbenringerl)
Wenn der Rufer alle Karten der Trumpffarbe hält, kann er einen Herrenschnapser ansagen. Dieses Spiel zählt 24 Punkte. Gleich wie das Farbringerl ist dieses Spiel im Gegensatz zum Bauernschnapsen nicht automatisch gewonnen, es sei denn, man hat als sechste Karte ein Ass.

### Flecken (oder Spritzen, Schießen)
Wenn das gegnerische Team glaubt, dass der Ansager das Spiel verliert, können sie spritzen (regional auch flecken, schießen oder kontern). Das Spiel ist dann die doppelte Punktzahl wert. Mit der Ansage „Retour“ oder „Kontra“ oder „Zruckgspritzt“ kann der Spieler (oder sein Partner) wiederum verdoppeln, wenn er trotzdem sicher ist, das Spiel zu gewinnen. Auch darauf kann wieder geantwortet werden (meist mit der Ansage „Re“ oder „nuamoi zruckgspritzt“), dann würde der Sieg bereits das achtfache der eigentlichen Punkteanzahl bringen – allerdings passiert das nicht sehr häufig. „Gefleckt“ kann jedes Spiel werden, sowohl Normalspiele als auch Sonderspiele.
Wenn das führende Team mit dem angesagten Spiel auf Null schreiben würde, spritzt das gegnerische Team oft „auf Stand“, unabhängig von der Qualität des eigenen Blattes. Da die Doppelung im Verlustfalle für das spritzende Team keinen Unterschied macht, kann es im glücklichen Fall des Sieges näher an den Gegner herankommen.

### Regionale Sonderspiele

#### Assenbettler (Zehnerloch)
Wie beim Bettler ist das Ziel des Assenbettlers (regional Zehnerloch), keinen Stich zu machen, wobei alle Farben gleichwertig sind. Wie bei allen Spielen herrscht Farb- und Stichzwang, daher muss jeder, der stechen kann, es tun.
Das Ass wird zur niedrigsten Karte, sodass die Reihenfolge lautet: Zehner, König, Ober, Unter, Ass.
Der Sieger erhält fünf Punkte.

#### Ass-Bettler (oder Ass-Fechter)
Wie beim Bettler und beim Assenbettler ist das Ziel des Ass-Bettlers (regional Ass-Fechter), keinen Stich zu machen, wobei alle Farben gleichwertig sind. Wie bei allen Spielen herrscht Farb- und Stichzwang, daher muss jeder, der stechen kann, es tun.
Der Spieler, der den Ass-Bettler ansagt, muss mindestens ein Ass im Blatt haben, wodurch für ihn schwieriger wird, keinen Stich zu machen.
Der Sieger, das den Ass-Bettler gewinnt, erhält fünf Punkte.

#### Zehnergang (oder Zehnerloch, Zehnerhittn, Zehnerland)
Wie beim Gang ist das Ziel, alle Stiche zu machen, wobei alle Farben gleichwertig sind. Das Ass ist die niedrigste Karte, sodass die Reihenfolge der Wertigkeit lautet: Zehner, König, Ober, Unter, Ass. Der Zehnergang wird nicht von allen Spielern gespielt und zählt damit zu den regionalen Besonderheiten des Dreierschnapsens. Daher soll vor Spielbeginn geklärt werden, ob das Ansagen eines Zehnergangs zulässig ist.
Es gibt regional folgende zwei Unterschiede:
1. Wird ein Gang (neun Punkte) und ein Zehnergang (zehn Punkte) angesagt, wird der Gang gespielt.
2. Wird ein Gang (neun Punkte) und ein Zehnergang (zehn Punkte) angesagt, wird der Zehnergang gespielt.

Der Sieger erhält zehn Punkte.

#### Königsgang (oder Königsloch, Königshittn, Königsland)
Wie beim Gang ist das Ziel, alle Stiche zu machen, wobei alle Farben gleichwertig sind. Der Zehner ist die niedrigste Karte, sodass die Reihenfolge der Wertigkeit lautet: König, Ober, Unter, Ass, Zehner. Der Königsgang wird nicht von allen Spielern gespielt und zählt damit zu den regionalen Besonderheiten des Dreierschnapsens. Daher soll vor Spielbeginn geklärt werden, ob das Ansagen eines Königsgangs zulässig ist.
Der Sieger erhält acht Punkte.

#### Damengang (oder Damenloch, Damenhittn, Damenland)
Wie beim Gang ist das Ziel, alle Stiche zu machen, wobei alle Farben gleichwertig sind. Der König ist die niedrigste Karte, sodass die Reihenfolge der Wertigkeit lautet: Ober, Unter, Ass, Zehner, König. Der Damengang wird nicht von allen Spielern gespielt und zählt damit zu den regionalen Besonderheiten des Dreierschnapsens. Daher soll vor Spielbeginn geklärt werden, ob das Ansagen eines Damengangs zulässig ist.
Der Sieger erhält sieben Punkte.

#### Bauernloch
Das Bauernloch stellt eine Mischvariante aus dem Bauernschnapser und dem Zehnergang (oder Zehnerloch, Zehnerhitten, Zehnerland) dar. Wie bei einem Zehnergang ist das Ziel alle Stiche zu bekommen, jedoch tritt nicht die Ausnahmeregelung in Kraft, die den Trumpf für ungültig erklärt. Wie bei einem Bauernschnapser behalten auch die Trumpfkarten ihre erhöhte Stellung. Die dadurch erhöhte Schwierigkeit schlägt sich in den Punkten nieder. Ein Bauernloch kann meist nur von der Person gespielt werden, die auch in dieser Runde an der Reihe war, die Trumpffarbe zu bestimmen. Er muss alle Stiche machen und kann bekommt dann 12 Punkte.